# Фроловское (Тверская область)
Фроловское — деревня в Кашинском городском округе Тверской области России. 

## География
Деревня находится в 15 км на северо-запад от города Кашина.

## История
В 1849 году в селе была построена каменная Успенская церковь с 3 престолами, метрические книги с 1780 года. 
В конце XIX — начале XX века село входило в состав Кобылинской волости Кашинского уезда Тверской губернии. 
С 1929 года деревня входила в состав Больше-Крутцкого сельсовета Кашинского района Бежецкого округа Московской области, с 1935 года — в составе Калининской области, с 1994 года — в составе Лобковского сельского округа, с 2005 года — в составе Давыдовского сельского поселения, с 2018 года — в составе Кашинского городского округа.

## Население
| 1859 | 1889 | 2002 | 2010 |
| ---- | ---- | ---- | ---- |
| 178  | ↘158 | ↘0   | →0   |